# Реална фантазия
„Реална фантазия“ (на английски: Final Fantasy: The Spirits Within) е научнофантастичен филм от 2001 г. на режисьора Хиронобу Сакагучи, който е създател на поредицата Final Fantasy. Това е първият фотореалистичен компютърно анимиран пълнометражен филм и най-скъпият филм, вдъхновен от видеоигрите до излизането на „Принцът на Персия: Пясъците на времето“ през 2010 г.. Озвучаващия състав се състои от Минг-На Уен, Алек Болдуин, Доналд Съдърланд, Джеймс Уудс, Винг Реймс, Пери Гилпин и Стийв Бусеми. Премиерата на филма се състои в Лос Анджелис на 2 юли 2001 г. и е пуснат по кината в Съединените щати на 11 юли.